# Estêvão Binga
Estêvão Binga (* 2. September 1966 in Twei) ist ein angolanischer römisch-katholischer Geistlicher und Bischof von Ganda.

## Leben
Estêvão Binga besuchte das Knabenseminar des Bistums Benguela in Cubal. Anschließend studierte er Philosophie am Priesterseminar Bom Pastor und Katholische Theologie am Priesterseminar Cristo Rei in Huambo. Von 1995 bis 1997 war er als Disziplinarpräfekt am propädeutischen Seminar und als Dozent am Priesterseminar in Benguela tätig. Am 28. April 1996 empfing Binga das Sakrament der Priesterweihe für das Bistum Benguela.
1997 wurde Estêvão Binga für weiterführende Studien nach Spanien entsandt, wo er an der Facultad de Teología del Norte de España in Burgos ein Lizenziat erwarb und 2002 im Fach Dogmatik promoviert wurde. 2003 wurde Binga Disziplinarpräfekt und 2005 schließlich Regens des Priesterseminars in Benguela. Daneben wirkte er ab 2004 als Seelsorger in der Pfarrei Nossa Senhora dos Navegantes sowie ab 2010 als Präsident der Diözesankommission für Studien und Fortbildung sowie als Dozent am Instituto Superior de Teologia de Benguela (ISTEB) und am Instituto de Ciências Religiosas de Angola (ICRA).
Am 3. November 2021 ernannte ihn Papst Franziskus zum Titularbischof von Nasbinca und zum Weihbischof in Benguela. Der Bischof von Benguela, António Francisco Jaca SVD, spendete ihm am 6. Februar 2022 die Bischofsweihe; Mitkonsekratoren waren der Apostolische Nuntius in Angola, Erzbischof Giovanni Gaspari, und der Bischof von Kwito-Bié, José Nambi.
Am 1. August 2024 ernannte ihn Papst Franziskus zum ersten Bischof des mit gleichem Datum errichteten Bistums Ganda. Die Amtseinführung fand am 13. Oktober desselben Jahres statt.